# Erzbischöfliches Berufskolleg Köln

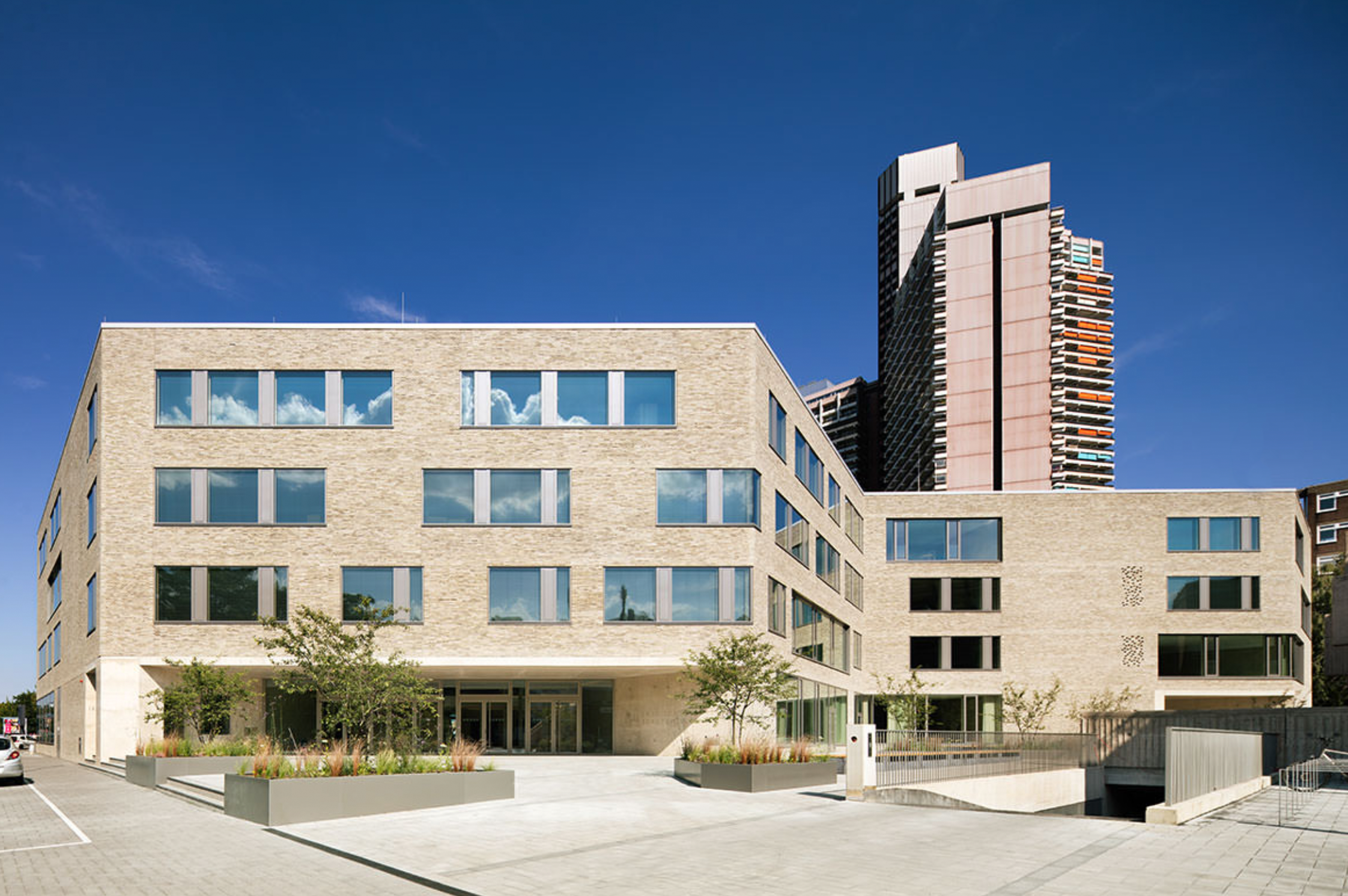
Schulgebäude des Erzbischöflichen Berufskollegs Köln

Das Erzbischöfliche Berufskolleg Köln ist eine staatlich genehmigte Ersatzschule in der Trägerschaft des Erzbistums Köln in Köln-Sülz. Es bietet rund 1000 jungen Menschen Ausbildungsmöglichkeiten für Berufe im Bereich des Sozial- und Gesundheitswesens, kombiniert mit unterschiedlichen Schulabschlüssen.
Ursprünglich bestand diese Bildungseinrichtung aus drei Schulen in Köln an den drei Standorten Sachsenring, Klosterstraße und Freiligrathstraße. Ein gemeinsames Schulgebäude an der Berrenrather Straße 121/Ecke Universitätsstraße, das neu errichtet wurde, beherbergt seit 2016 das Berufskolleg.

## Bildungsangebot

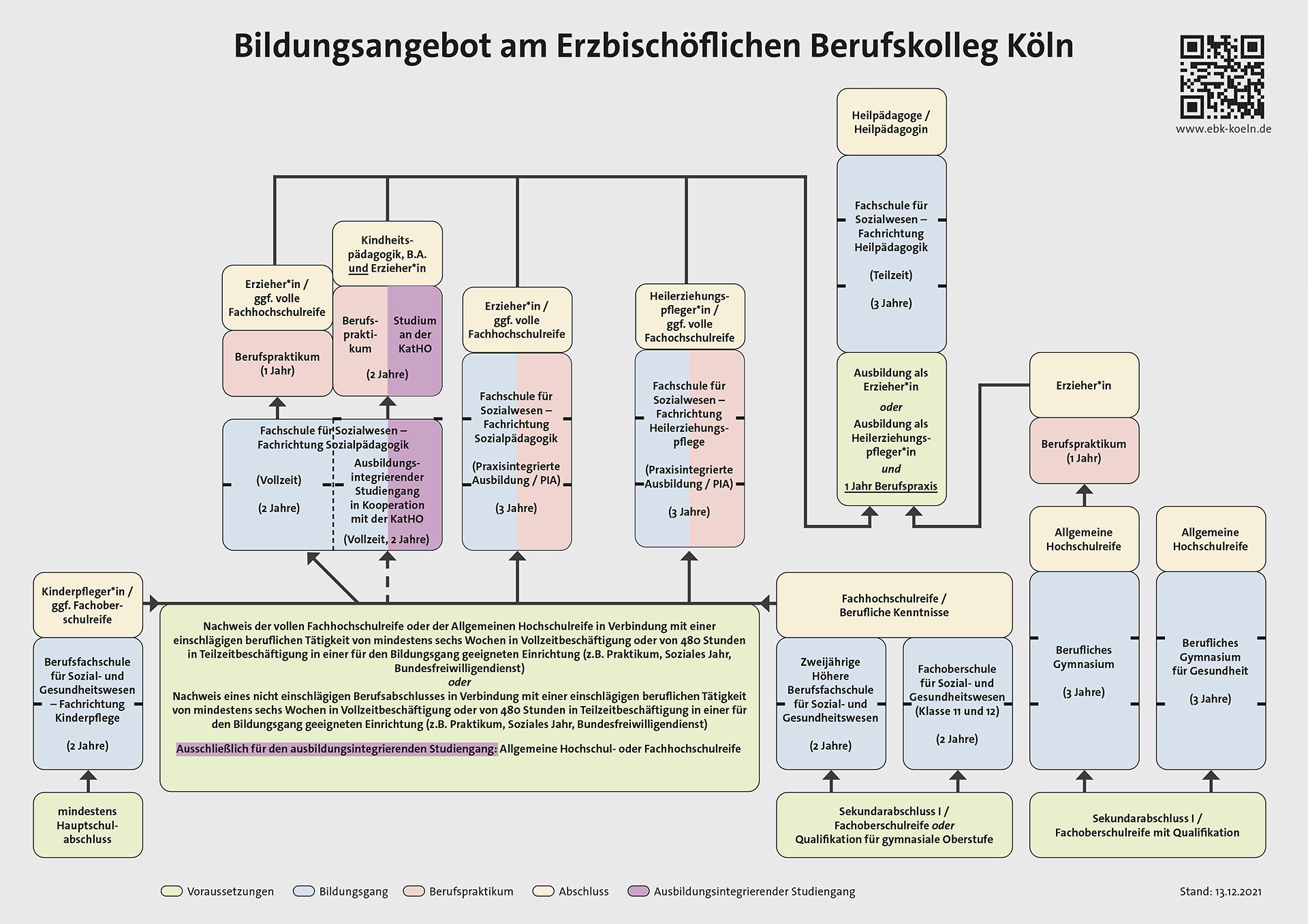
Bildungsangebot am Erzbischöflichen Berufskolleg Köln

Am Erzbischöflichen Berufskolleg haben Jugendliche und Erwachsene mit unterschiedlichen Voraussetzungen die Möglichkeit, berufliche Qualifikationen und allgemeinbildende Schulabschlüsse zu erwerben, die ihren persönlichen Anforderungen entsprechen.
Das Bildungsspektrum der Fachschule für Sozialwesen umfasst die Fachrichtungen Sozialpädagogik, Heilerziehungspflege und Heilpädagogik. Hier können sich die Studierenden zum staatlich anerkannten Erzieher, Heilerziehungspfleger oder Heilpädagogen ausbilden lassen. Neben Vollzeitklassen gibt es auch die Möglichkeit, die Ausbildungen in praxisintegrierter Form (PIA) zu absolvieren. Zusätzlich wird das Bildungsangebot durch den ausbildungsintegrierenden dualen Studiengang „Kindheitspädagogik B. A.“ in Kooperation mit der Katholischen Hochschule NRW, Abteilung Köln, erweitert, welcher die Ausbildung zur Erzieherin mit dem Studienabschluss „staatlich anerkannte Kindheitspädagogin“ B. A. verknüpft.
Im Beruflichen Gymnasium können die Schüler die Erzieherausbildung in einer dreijährigen Oberstufe mit einem anschließenden einjährigen Berufspraktikum und dem Erwerb der Allgemeinen Hochschulreife (Abitur) verbinden. Das Berufliche Gymnasium für Gesundheit ist für naturwissenschaftlich Interessierte konzipiert, die einen Beruf oder ein Studium im Gesundheitsbereich anstreben. Hier können die Studierenden innerhalb von drei Jahren sowohl die Allgemeine Hochschulreife (Abitur) als auch berufliche Kenntnisse erwerben.
In der Zweijährigen Höheren Berufsfachschule oder der Fachoberschule für Sozial- und Gesundheitswesen können  Schüler mit der Fachoberschulreife (Sekundarabschluss I) die Fachhochschulreife (Fachabitur) in Verbindung mit beruflichen Kenntnissen erwerben. In der Berufsfachschule für Sozial- und Gesundheitswesen – Fachrichtung Kinderpflege – ist der Abschluss zum staatlich geprüften Kinderpfleger in Verbindung mit der Fachoberschulreife (gegebenenfalls mit Qualifikation) möglich. Die duale berufliche Ausbildung zum Fachpraktiker oder zur Fachpraktikerin – Service in sozialen Einrichtungen bietet die Möglichkeit, den ersten Schulabschluss zu erwerben.

### Ziele

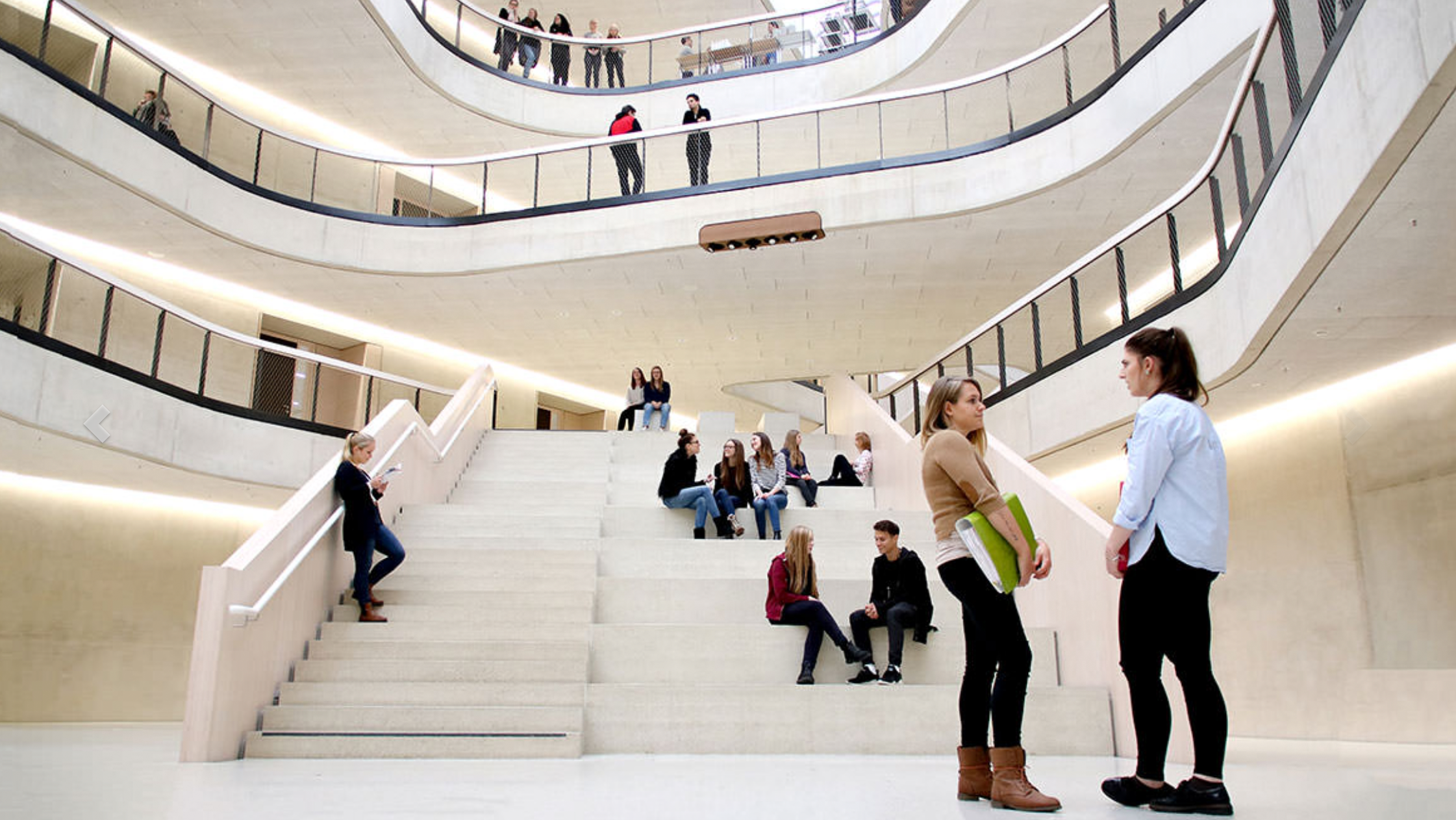
Schüler und Studierende am Erzbischöflichen Berufskolleg Köln

Als katholische Schule bildet das christliche Menschenbild die Grundlage für den Erziehungsauftrag des Erzbischöflichen Berufskollegs Köln. Ein Anliegen der Schule ist es, die Schülerschaft zu Wertschätzung, Toleranz und Verantwortungsbewusstsein zu befähigen. Diese Werte sollen an die Lernenden weitergegeben werden, damit sie diese wiederum anderen Menschen vorleben können.
Im Sinne des christlichen Menschenbildes im Leitbild des Berufskollegs ist die Schule auch offen für Schüler und Studierende mit Bedarf an sonderpädagogischer Unterstützung. Dazu wird Förderung im Rahmen von Nachteilsausgleichen (auf Antrag zu Beginn der Ausbildung) bei zielgleicher Beschulung angeboten.  Bewerber mit den Förderbedarfen Hören, Sehen, Sprache, körperlich/motorische und geistige Entwicklung können nach Rücksprache mit der Bezirksregierung Köln aufgenommen werden.

6-Säulen-Modell des Erzbischöflichen Berufskollegs Köln

Das 6-Säulen-Modell des Erzbischöflichen Berufskollegs Köln stellt seit dem 23. Februar 2022 ein  Rahmenwerk dar, das die zentralen Werte und Leitprinzipien der Bildungseinrichtung repräsentiert. Dieses Modell fungiert als Orientierungshilfe und Leitfaden für die Schulentwicklung, Unterrichtsgestaltung sowie die Zusammenarbeit zwischen Schulleitung, Lehrkräften,  Schülern, Studierenden, Eltern und Angehörigen sowie weiteren Kooperationspartnern. Ziel ist es, dem Berufskolleg in der Pluralität der Bildungslandschaft sowohl intern als auch extern „ein Gesicht zu geben“, um so die Wertehaltung der Schule und die Vielfältigkeit des Bildungsangebotes für alle transparent zu gestalten.

## Besonderheiten

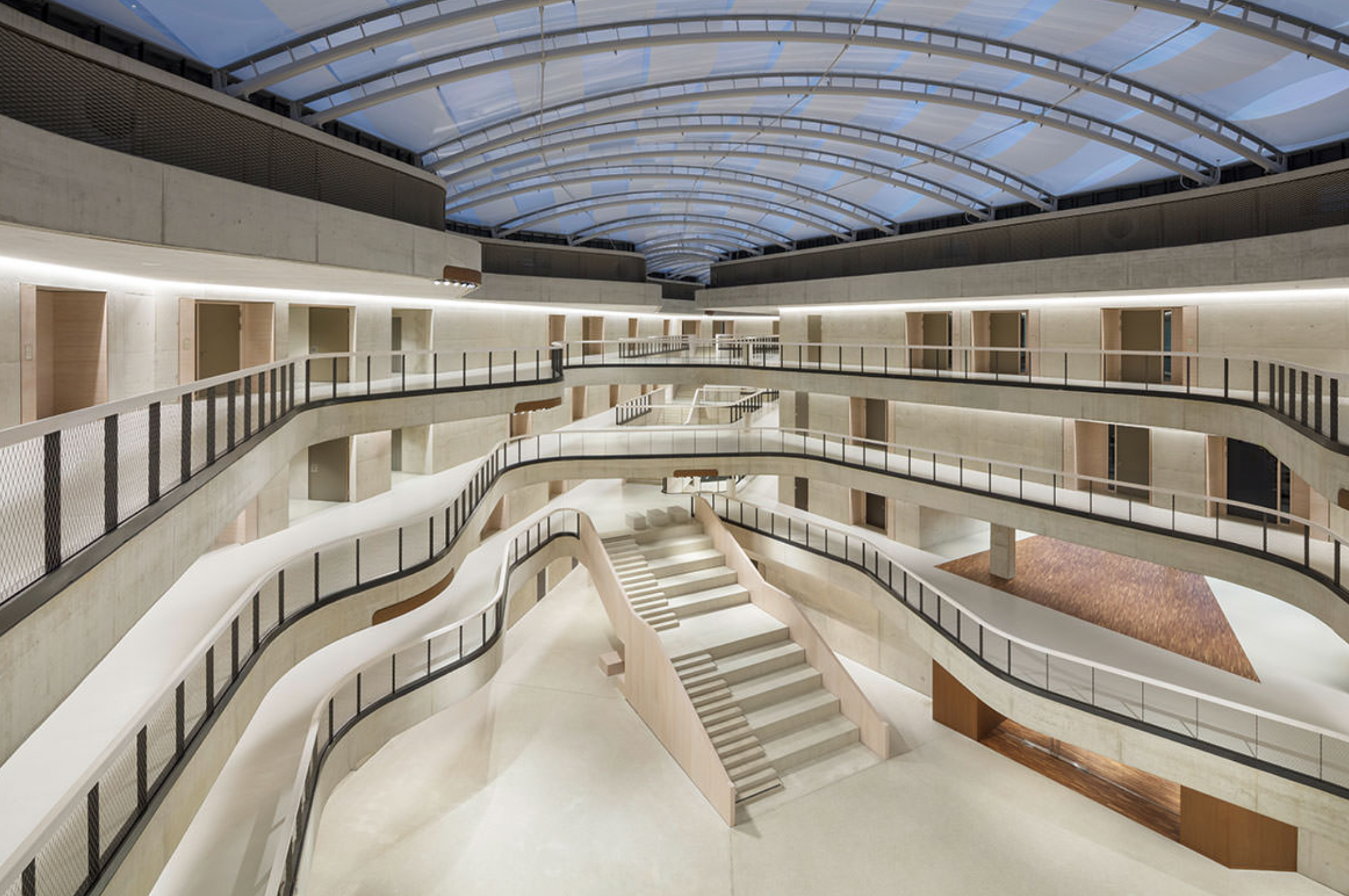
Schulgebäude des Erzbischöflichen Berufskollegs Köln bei Nacht

Die Schule erhebt kein Schulgeld. Seit Generationen unterstützt die Einrichtung Jugendliche und Erwachsene durch zielgerichtete und individuelle Begleitung dabei, in ganz unterschiedlichen Berufen des Sozial- und Gesundheitswesens  tätig zu werden und dort den Wunschberuf auszuüben. Zu den Besonderheiten der Schule zählen primär:
- Unterricht im Klassenverband, das heißt in Lerngruppen, die über die Dauer der Ausbildung zusammenbleiben und von einem festen Lehrerteam unterrichtet werden.
- Von den Lehrkräften intensiv begleitete Praktika in Kindertageseinrichtungen, Offenen Ganztagsschulen, Häusern der offenen Tür, Einrichtungen der Kinder- und Jugendhilfe, Einrichtungen der Eingliederungshilfe, Krankenhäusern, Pflegeeinrichtungen und Altenheimen.
- Eine  technische Ausstattung auf neuestem Stand (digitale Smartboards in allen Klassenräumen, Computerraum, digitale Lernplattform „Moodle“, iPad-Klassen der Kinderpflege, Bio-/Chemieräume, ein heilpädagogischer Übungsraum sowie ein religionspädagogischer Raum, Snoozle- und Montessori-Raum).
- Eine enge Verzahnung zwischen Theorie und Praxis, die sich auch in außergewöhnlich gestalteten pädagogischen Lernumgebungen zeigt (Montessori-Raum, heilpädagogischer Übungsraum, Meditationsraum).
- Offene Lernzonen, die in den Unterricht als „Raum“ integriert werden.
- Ein lichtdurchflutetes Gebäude mit einer besonderen Atmosphäre, das mit seiner breiten Treppe, geschwungenen Galerien und variablen, offenen Lernzonen auf jeder Etage Weite und Kommunikation widerspiegelt.
- Eine Bibliothek mit Arbeitsplätzen für  Schüler und Studierende,  Fachzeitschriften und laufend aktualisierter Fachliteratur.

## Auszeichnungen
Im Jahr 2018 erhielt das Erzbischöfliche Berufskolleg Köln den Schulbaupreis 2018 als Auszeichnung beispielhafter Schulbauten in Nordrhein-Westfalen. NRW-Bildungsministerin Yvonne Gebauer lobte bei ihrem Besuch das Erzbischöfliche Berufskolleg Köln als „vorbildliches Schulgebäude“.

## Schulleitung
- 1. August 1998 – 31. Juli 2014: Manfred Müller-Neuendorf
- 1. August 2014 – 31. Juli 2022: Andrea Born-Mordenti
- seit 1. August 2022: Carsten Arntz